# Estugarda (região)
Estugarda (português europeu) ou Stuttgart (português brasileiro) (em alemão:  Stuttgart) é uma região administrativa (Regierungsbezirke) do estado da Alemanha de Bade-Vurtemberga, situada no nordeste do estado. A sua capital é a cidade com o mesmo nome.

## Divisão administrativa
| Landkreise (distritos rurais) | Kreisfreie Städte (cidades independentes)    |
| --- | -------------------------------------------- |
| - AA - Distrito dos Alpes Orientais (Ostalbkreis) - BB - Böblingen - ES - Esslingen - GP - Göppingen - HDH - Heidenheim - HN - Heilbronn - KÜN - Distrito de Hohenlohe (Hohenlohekreis) - LB - Ludwigsburg - TBB - Distrito do Meno-Tauber (Main-Tauber-Kreis) - WN - Distrito do Rems-Murr (Rems-Murr-Kreis) - SHA - Schwäbisch Hall | - S - Estugarda (Stuttgart) - HN - Heilbronn |

Os distritos estão agrupados em três sub-regiões ou associações regionais (Regionalverband):
- Estugarda (Stuttgart): Estugarda, Böblingen, Esslingen, Göppingen, Ludwigsburg e Rems-Murr;
- Heilbronn-Francónia (Heilbronn-Franken): Heilbronn (cidade), Heilbronn (distrito rural), Distrito de Hohenlohe, Meno-Tauber e Schwäbisch Hall;
- Vurtemberga Oriental (Ostwürttemberg): Heidenheim e Distrito dos Alpes Orientais.

## Economia
O produto interno bruto (PIB) da região era de 213,4 mil milhões de euros (escala longa) em 2018, correspondendo a 6,4% da produção económica alemã. O PIB per capita ajustado ao poder de compra era de 47 400 euros ou 157% da média da União Europeia no mesmo ano. O PIB por trabalhador situava-se em 123% da média da União Europeia. Estes valores fazem da região uma das mais ricas da Alemanha e da Europa.